# ラペソー

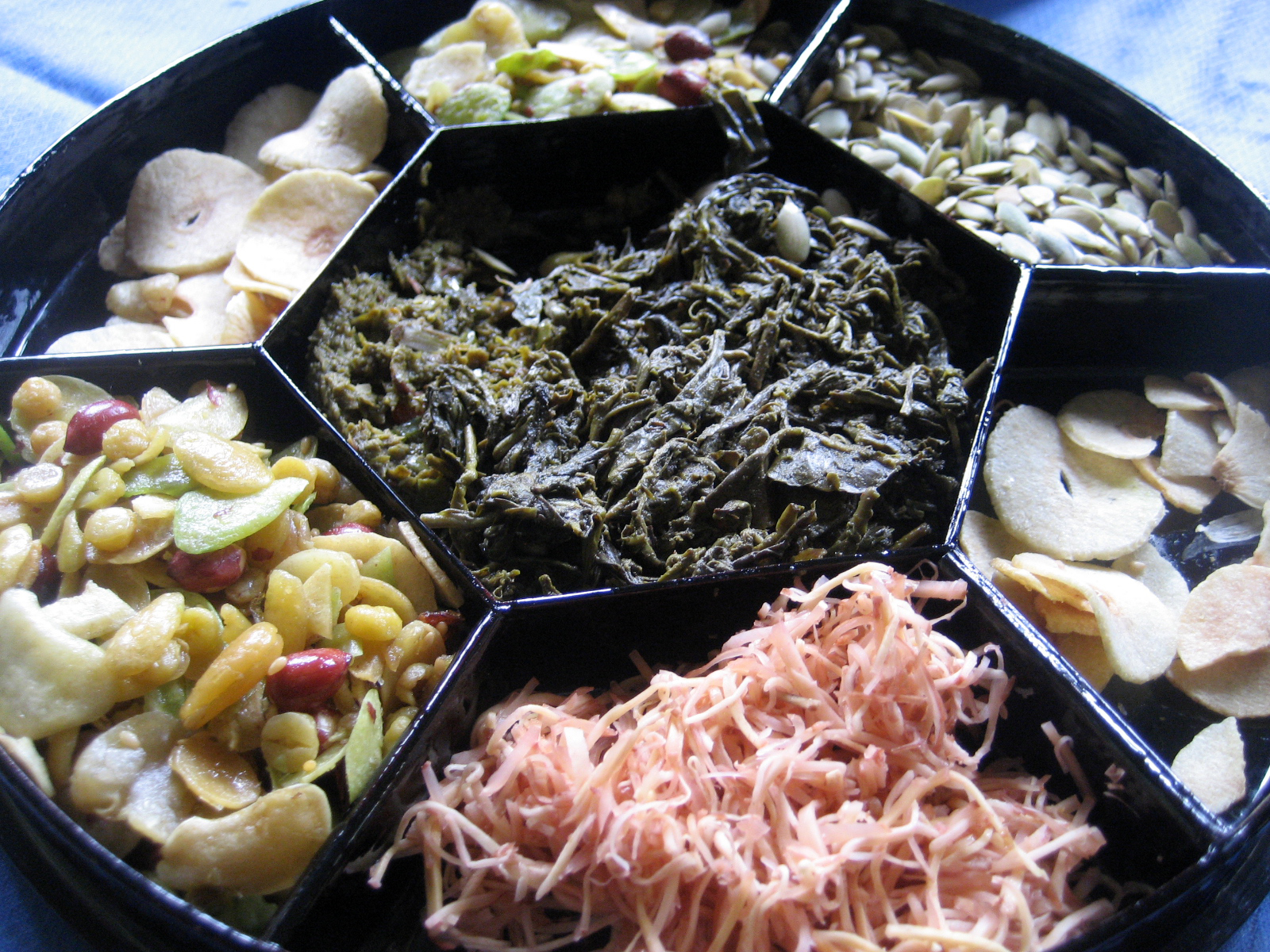
マンダレー風に調理されたラペッソー

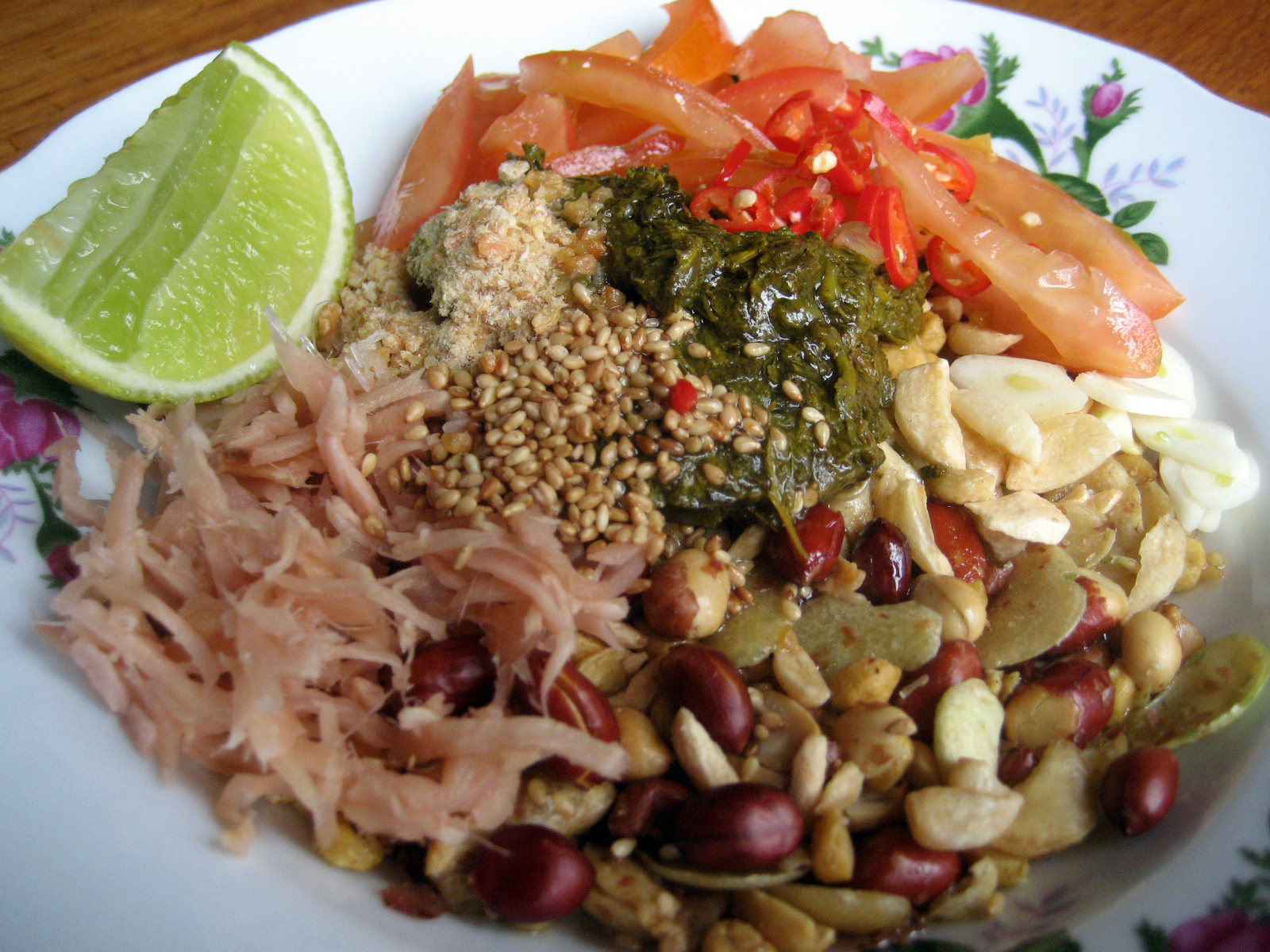
ヤンゴン風に調理されたラペッソー

ラペッソー（Lepet-so、Lahpetso; ビルマ語: လက်ဖက်စို あるいは လ္ဘက်စို、ALA-LC翻字法: lakʻphakʻ cui/lbhakʻ cui、IPA: [ləpʰɛʔ sò] ラペッソー）はミャンマーの茶の一つ。後発酵茶の一種で漬物のような形態をしており、飲用ではなく副食などに用いられる。ビルマ語でラペッ（လက်ဖက်）は「茶」、ソー（စို）は「湿った」であり、「湿ったお茶」という意味を持つ。

## 概要
ラペッソーはミャンマー全土で食べられており、同国北東部で国境を接する中国雲南省の酸茶やタイのミヤンとよく似ている。また、パラウン族やシャン族はラペッソーをミヤンと呼んでいる。酸茶やミヤンとの大きな違いとして、柔らかい若葉を用いることが挙げられる。特に良質なラペッソーでは新鮮で柔らかい一心二葉または三葉の若葉が使用されており、柔らかい葉に起因するベトツキを防ぐために発酵中に水分を排出する工夫がされている。
味は旨味があるのが特徴で、食べた日本人の90％が好きになったとされる。食後は口中に清涼感があり、カフェイン含量が多いため眠気覚ましの効果があるという。また、緑茶や烏龍茶などとも相性が良い。栄養的には茶葉の食物繊維、発酵中に生成されたビタミンやアミノ酸の摂取が期待される。

## 製法
自家消費向けと商業用で製法はやや異なる。いずれも基本的には殺青と揉捻の後に容器等に詰め、嫌気的に発酵させる。販売できない等級の低い茶葉は自家用に回るため、そのような硬い成葉はカビの酵素による分解を利用して柔らかくすることがある。

### 自家消費用
シャン州では酸茶とよく似た方法でラペッソーが作られている。具体的には以下の通りである。
1. 若い茶葉を蒸して殺青する。茹でたり釜炒りする場合もある。
2. 冷却して竹筒に詰める。
3. 竹口に折ったバナナの葉を詰め、さらに円盤型の硬質プラスチックを載せて竹串で抑える。
4. 円盤の上から注水し、水が蒸発したら再び注ぐ。雨季には天水を流して常に水を貯める。
5. 数週間から数か月放置して発酵させ、取り出す。

また、カビ付のラペッソーも一部のパラウン族は作っている。カビ付と嫌気的な発酵が同時に行なわれている点が特徴である。
1. 硬くなった成葉を十分に蒸す。
2. 冷却してビニール袋に入れ、口を固く結ぶ。
3. 袋の上に板を載せ、重石を置く。
4. 数か月発酵させた後に取り出す。
5. 赤褐色になった部分を捨て、黄白色の菌体付の部位を水洗して食べる。

### 商業用
緑茶であるラペッチャウッ（လက်ဖက်ခြောက် あるいは လ္ဘက်ခြောက်、IPA: [ləpʰɛʔ t͡ɕʰaʊʔ] ラペッチャウッ、文字通りには「乾いた茶」の意）の方が高額なため、一番茶はラペッチャウッに使用し二番茶、三番茶をラペッソーに用いることが商業的には多い。また黄金色のものが高級とされるため、ウコンや合成黄色色素で着色されることもある。
茶葉を蒸して作る場合は以下の通り。
1. 茶葉を蒸して揉捻する。
2. 直径・高さそれぞれ約1mの竹かごの内側にビニールシートを張り、1.の茶葉を詰める。地面に穴を掘って漆喰やコンクリートで固めて竹のアンペラを張って茶葉を入れたり、高さ数メートルのコンクリート製の壺を使う場合もある。
3. ビニールシートの端を茶葉の上に折りたたみ、重石を載せる。
4. 数か月から1年間発酵させ、取り出す。
5. ふるいにかけて大きい茶葉は裁断する。
6. 二重のビニール袋に60kgずつ小分けにし、密閉する。かつては竹皮に包んで竹籠に詰めていた。
7. 場合によっては湖水に浮かべたりして、ビニール袋内でさらに発酵させる。なお、湖水には温度変化が小さく空気に触れないメリットがある。
8. 1年ほど発酵させたら販売する。

またザヤンを利用した製法もあり、以下の通りである。
1. 沸騰した湯に若葉を入れ、1分ほど茹でる。
2. ザルで冷却し、揉捻する。
3. きつめに絞り、汁を捨てる。
4. 再び揉捻してきつく絞る。（ここまでがザヤンの製法）
5. ビニール袋に詰め、口は縛らずに折りたたんで竹かごに入れる。
6. 竹かごをひっくり返し、重石を載せて放置して水分を出す。
7. 発酵が進んだらビニール袋に小分けにし、密閉して販売する。土産用の場合、竹筒に移してバナナの葉と木板を詰め、竹製の楔で密閉する。

### 流通
かつては発酵が完了したものが生産者から出荷されていたが、現在は半熟発酵の状態で問屋に送られるケースもある。この場合、問屋が自分の倉庫で残りの発酵を行なう。集荷には牛や馬の荷駄も使われ、トラックでマンダレーやヤンゴンの市場に送られ、市場や小売店、路上などで販売される。市場では数百グラム、路上では数十グラム程度の分量に分けられ、合わせ具材とともに売られることも多い。

## 調理法

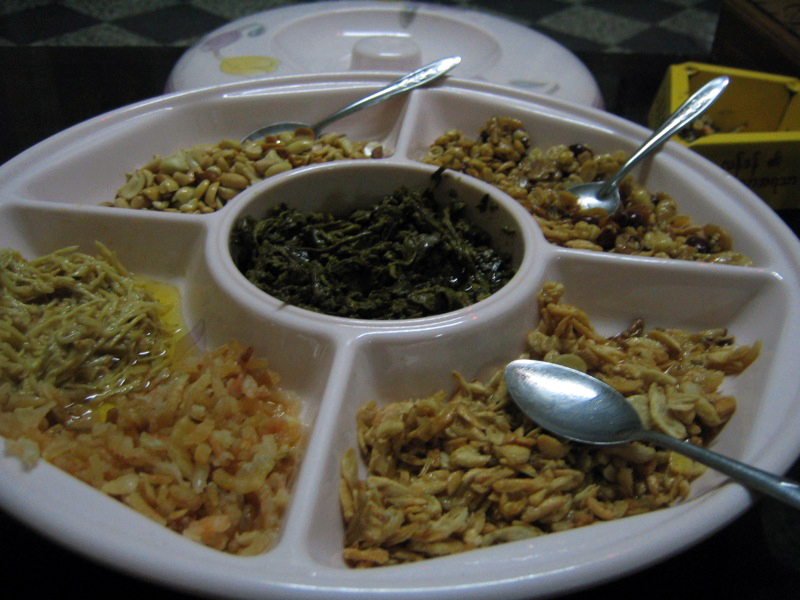
フライビーンズなどを添えたラペッソー

苦味や渋味を抜く場合は、まずラペッソーを湯がいたり水にさらしたりする。また、古典的な方法ではバナナの葉に包んで冷所に放置してから手で握って苦味を除く。その後、塩をつけてココナッツ油やごま油で和える。このままでも食べられるが、近年では魚醤やうま味調味料で味を整え、干しエビや揚げニンニク、フライドビーンズ、ショウガなどと混ぜて食べることが多い。具を和えた場合はラペットウッ（トウッは「和える」という意味）とも呼ばれる。また、スダチなどの柑橘果汁を加えて魚醤の塩辛さを抑えたラペッチン、唐辛子を加えたラペッサッなどのバリエーションもある。
食べ方にはマンダレー風とヤンゴン風の大きく2種類がある。マンダレー風は皿の中央に塩味のラペッソーを盛り、周囲に合わせ具材4-5種類を載せる。ラペッソーを口に入れてから、すぐに好きな具材を親指と人差指ではさみ取り、口の中で混ぜる。ヤンゴン風はラペッソーと具材を皿の上で全て混ぜて食べる。具材には刻んだトマトやキャベツ、レタス、スターフルーツや唐辛子が使われる。

## 食事のシチュエーション
都市部にはラペッソーの専門店があり、また喫茶店でも食べられる。街では昼に友人の家に集まり、毎日のようにラペッソーパーティーを開いて世間話をする。田舎では来客時に出すため常時保管していることが多い。
慶弔事にもラペッソーは用いられ、誕生祝いや結婚式、上棟式、葬式など様々な場面で供物とされる。この他、改名した時はラペッソーを配って挨拶回りをし、結婚式の招待状にラペッソーを添え、民事裁判で和解が成立すると相手と共にラペッソーを食べるなどの風習がある。ビルマ語において直訳すれば「茶を食べる」となる動詞（လက်ဖက်စား あるいは လ္ဘက်စား、IPA: [ləpʰɛʔ sá]）は裁判の当事者双方が和解した後に茶葉を食べるということを意味する。